# Departamento de Cali
El departamento de Cali es un extinto departamento de Colombia. Fue creado el 5 de agosto de 1908 y perduró hasta el 1 de abril de 1910, siendo parte de las reformas administrativas del presidente de la república Rafael Reyes respecto a división territorial. El departamento duró poco, pues Reyes fue depuesto en 1909 y todas sus medidas revertidas a finales del mismo año, por lo cual las 34 entidades territoriales creadas en 1908 fueron suprimidas y el país recobró la división política vigente en 1905, desapareciendo entonces Cali como departamento y vuelto a depender de Popayán hasta la expedición de la ley del 16 de abril de 1910, fecha en la que nació el departamento del Valle del Cauca.

## División territorial
El departamento estaba conformado por las provincias vallecaucanas de Palmira, Cali y Buenaventura.
Los municipios que conformaban el departamento eran los siguientes, de acuerdo al decreto 916 del 31 de agosto del año 1908:
- Provincia de Cali: Cali (capital), Jamundí, Pavas, Dagua, Vijes y Yumbo.

- Provincia de Palmira: Palmira (capital), Candelaria, Florida y Pradera.

- Provincia de Buenaventura: Buenaventura (capital), Anchicayá, Centro, Micay, Naya y Timbiquí.